# Nicholas Matthews Condy
Pour les articles homonymes, voir Condy.
Nicholas Matthews Condy né en 1816 à Plymouth et mort le 20 mai 1851 dans la même ville est un peintre britannique.

## Biographie
Nicholas Matthews Condy, né à Union Street à Plymouth en 1816, est le fils de Nicholas Condy.
Il fait ses études à l'école Mount Radford, à Exeter; il est ensuite l'élève du révérend C. Thomas, de Lew Trenchard, et il devient un bon chercheur classique et linguiste. Il est à l'origine destiné par son père à l'un des services, armée ou marine; mais son talent de peintre de marine s'affirma si tôt que l'idée est abandonnée. La cause de sa décision de suivre la carrière d'un artiste était la suivante : Le comte d'Egremont, avec qui le père du jeune Condy était en très bons termes, était un grand amateur d'art; et un jour, alors qu'il jetait ses yeux sur le croquis d'un yacht (le "Kestrel") chez Condy, il demanda qui l'avait dessiné. En étant informé, il a tout de suite donné dix guinées pour la performance du garçon, et ce qui était plus précieux - quelques mots encourageants l'inspirant à persévérer avec son pinceau. Par la suite, Condy fut souvent le compagnon du comte lorsqu'il était à flot dans son yacht; et, aidé par l'instruction de son père et les encouragements de son patron, il devient peintre.
Il épouse Flora Ross, troisième fille du major John Lockhart Gallie, du 38e régiment.
Nicholas Matthew Condy expose à Londres à la Royal Academy entre 1842 et 1845. Il a produit de nombreuses vues de la Tamise.
Il meurt le 20 mai 1851 dans sa ville natale, à l'âge de trente cinq ans.
L'auteur de sa nécrologie dans le Plymouth Journal du 22 mai 1851, dit de son travail : « Son talent de peintre naval a été hautement et universellement apprécié, et de nombreuses productions, exquises pour leur finition minutieuse et leur grande précision de détail, restent entre les mains des connaisseurs, et seront plus prisées que jamais, maintenant que la main qui leur a donné l'existence a cessé de travailler. ».
Nicholas Matthews Condy est inhumé au cimetière Westwell à Plymouth.